# Opisthoxia interrupta
Opisthoxia interrupta là một loài bướm đêm trong họ Geometridae.